# 纪然冰
纪然冰（1967年10月—1993年8月18日），女，中国内蒙古包头人，中国海洋大学校友。
曾为台商彭增吉的情妇，育有一个私生子，於1993年攜幼子到美国旅游时，被彭增吉的原配妻子林黎云以刀將兩人杀害，而且杀害私生子的过程长达4分钟。此案轰动一时，争议巨大，也被许多人称为华人版的“辛普森案”。一派说林黎云的双尸命案过激，另一派认为纪然冰及其儿子所受的惊天血案是活该报应。
本案兇手林黎云，後來被捕後因證據問題三度審議，原遭判處無期徒刑，上訴後得刑十一年，服刑七年後遭美國驅逐出境，她是富商彭增吉的原配，有两儿子。据熟悉林黎云的人透露，林氏平时待人友善热情，且身材比紀弱小得多。